# 帕德博恩 (伊利諾伊州)
帕德博恩（英語：Paderborn）是位於美國伊利諾伊州聖克萊爾縣的一個人口普查指定地區。

## 地理
帕德博恩的座標為38°21′37″N 90°02′33″W / 38.36028°N 90.04250°W，而該地最高點為海拔高度151米（即495英尺）。

## 人口
根據2010年美國人口普查的數據，帕德博恩的面積為0.40平方千米，當中陸地面積為0.39平方千米，而水域面積為0.01平方千米。當地共有人口43人，而人口密度為每平方千米107.5人。